# Callista Gingrichová
Callista Louise Gingrichová, rozená Bisek (* 4. března 1966 Whitehall, Wisconsin) je americká diplomatka, podnikatelka, spisovatelka, v letech 2017–2021 velvyslankyně Spojených států při Svatém stolci a třetí manželka bývalého předsedy sněmovny reprezentantů Newta Gingriche. Pracovala také jako prezidentka multimediální společnosti Gingrich Productions.
Americký prezident Donald Trump ji 20. května 2017 nominoval na úřad velvyslankyně při Svatém stolci. Přísahu složila do rukou amerického viceprezidenta Mika Pence 24. října téhož roku. Do Vatikánu přicestovala 6. listopadu 2017 jako designovaná velvyslankyně a plnohodnotný mandát započala 22. prosince téhož roku po předání pověřovacích listin papeži Františkovi. Úřad opustila s koncem Trumpova prezidentského období v lednu 2021.

## Mládí
Narodila se jako Callista Louise Bisek roku 1966 do rodiny Alphonse Emila Biseka a Bernity (Krauseové) Bisekové, ve wisconsinském Whitehallu. Otec pracoval v potravinářském závodu a matka byla sekretářkou. Po předcích má polský a švýcarský původ.
Střední školu Whitehall Memorial High School ukončila v roce 1984. Následně absolvovala Luther College v iowském Decorah, kde si za hlavní obor zvolila hudbu. Na univerzitě se stala členkou spolku „Delta Alfa Delta“. Bakalářský program zakončila roku 1988 s vyznamenáním a obdržela titul Bachelor of Arts.

## Kariéra
Po vysokoškolských studiích nastoupila v roce 1988 na stáž do washingtonské kanceláře republikánského kongresmana Steva Gundersona. V závěru praxe se stala stálou zaměstnankyní jeho týmu, v němž působila do roku 1995. Dalších dvanáct let pracovala jako vedoucí úřadu zemědělského výboru sněmovny reprezentantů.

### Multimediální produkční společnost

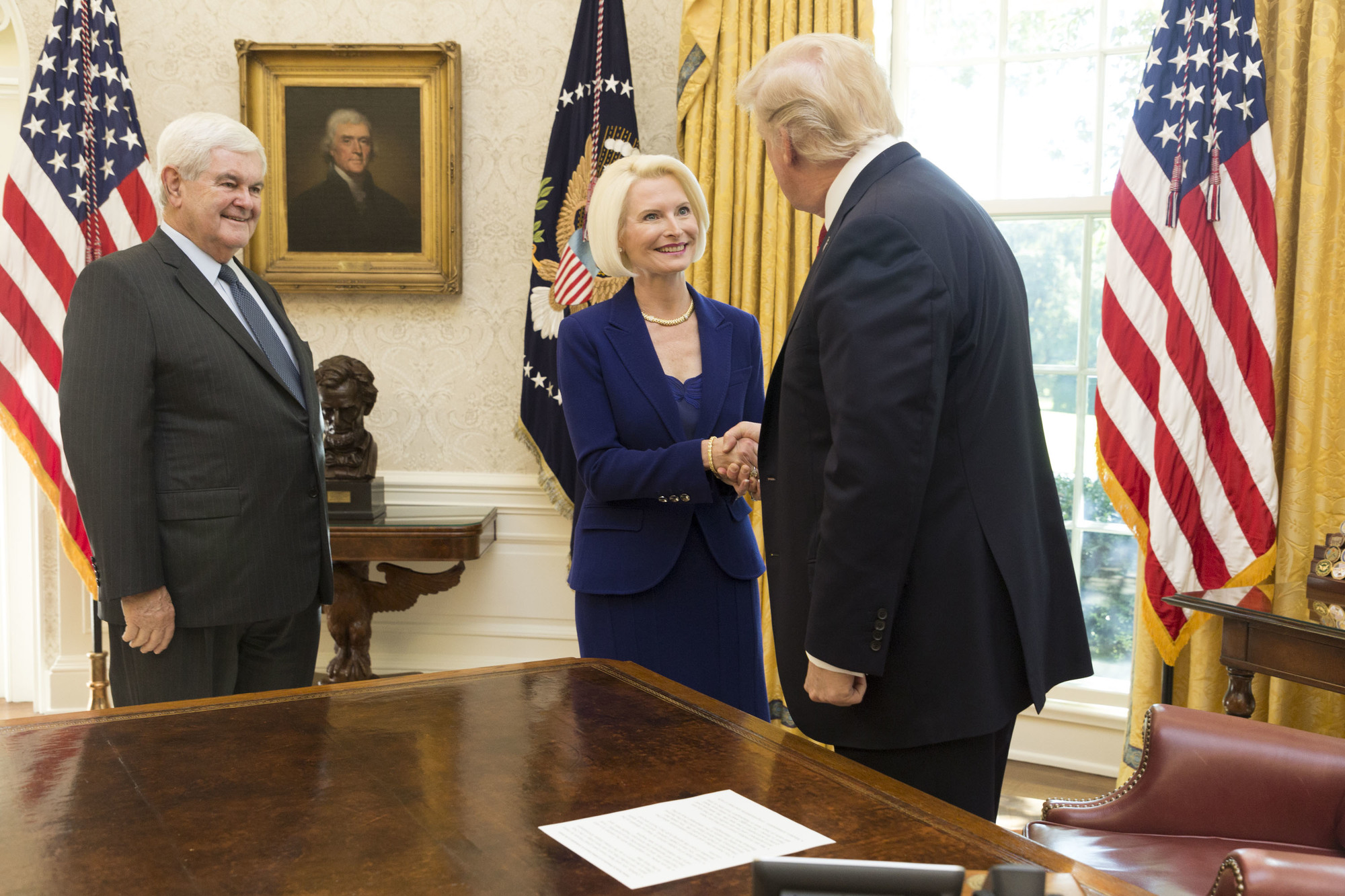
Callista Gingrichová s manželem Newtem Gingrichem v Oválné pracovně při setkání s prezidentem Donaldem Trumpem před složením přísahy velvyslankyně do rukou Mika Pence, 24. října 2017

Po opuštění vedoucí administrativní pozice ve sněmovním výboru roku 2007 se stala prezidentkou Gingrich Productions, multimediální produkční firmy, kterou založila s manželem Newtem Gingrichem. Její činnost se zaměřila na tvorbu historických a politických dokumentárních filmů, vydávání knih a novin, stejně tak na mediální vystoupení včetně tvorby projevů.
V roli průvodců manželé doprovodili sedm dokumentů: A City Upon A Hill, America at Risk, Nine Days that Changed the World, Ronald Reagan: Rendezvous with Destiny, Rediscovering God in America a Rediscovering God in America II: Our Heritage, and We Have the Power, jejichž celková prodejnost dosáhla několika set tisíc nahrávek.
Do roku 2017 se stala autorkou pěti dětských knih s ústřední postavou slůněte Ellis. První z nich Sweet Land of Liberty se zaměřila na americkou výjimečnost, druhá Land of the Pilgrims' Pride na osidlování Ameriky. Obě se ocitly na seznamu dětských obrázkových bestsellerů The New York Times.
 Třetí kniha Yankee Doodle Dandy (2013) pojednávala o americké revoluci, čtvrtá From Sea to Shining Sea (2014) si za téma zvolila ranou americkou éru včetně Lewisovy a Clarkovy expedice a pátá Christmas in America (2015) zpracovala historii amerických Vánoc.
Jako spoluautorka se s manželem a politickým aktivistou Davem Bossiem podílela na vzniku fotoknihy Ronald Reagan: Rendezvous with Destiny. Namluvila také několik manželových audioknih.

## Role manželky v republikánských prezidentských primárkách 2012

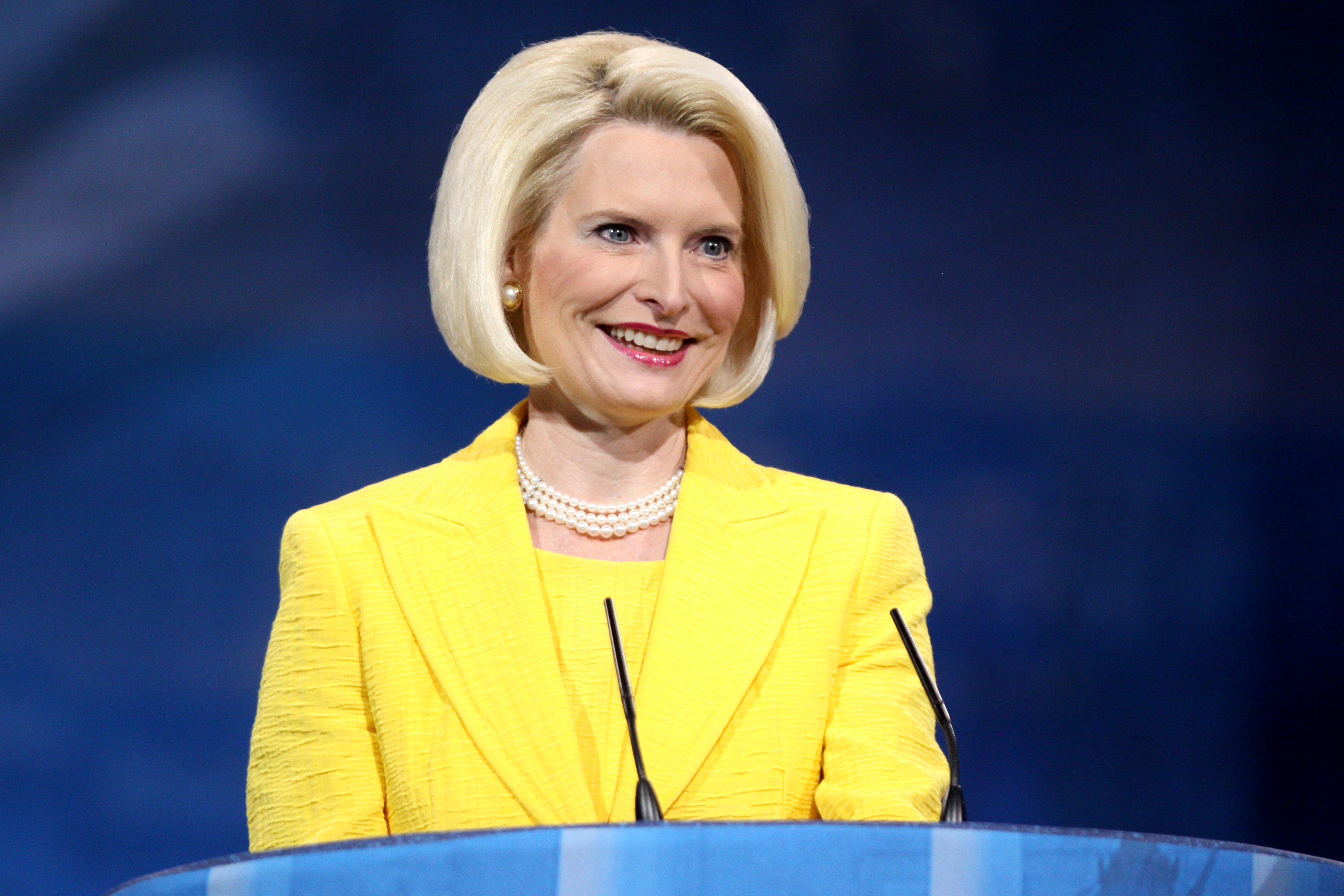
Gingrichová při projevu na konferenci Konzervativní politické akce v National Harbor, Maryland

V roce 2012 doprovázela manžela Newta Gingriche na shromážděních v jeho úsilí získat republikánskou nominaci v primárkách prezidentských voleb. Na počátku daného roku se ujala aktivnější role v jeho kampani a také vystupovala na samostatných akcích. Projev manželových programových priorit přednesla 10. února 2012 na konferenci Konzervativní politické akce v marylandském National Harbor.
Kampaň rovněž podpořila na shromážděních republikánských žen, střetnutích s příznivci Gingriche a při četných společenských událostech.

## Velvyslankyně při Svatém stolci
Americký prezident a spojenec jejího manžela Donald Trump ji 20. května 2017 nominoval na úřad americké velvyslankyně při Svatém stolci. K formálnímu zveřejnění došlo několik dní před vatikánským setkáním Trumpa s papežem Františkem 24. května 2017. Nominační listina byla postoupena Senátu, který navrhované velvyslance schvaluje. Slyšení před senátním zahraničním výborem absolvovala 18. července téhož roku a Senát USA ji pak do funkce schválil 16. října poměrem hlasů 70–23. O osm dní později složila přísahu do rukou amerického viceprezidenta Mika Pence. Vatikánskou misi zahájila 6. listopadu jako designovaná velvyslankyně a plnohodnotný mandát započala 22. prosince téhož roku po předání pověřovacích listin papeži Františkovi.
Úřad opustila s uplynutím Trumpova prezidentského období v lednu 2021. Jejím nástupcem se během ledna 2022 stal bývalý demokratický senátor Joe Donnelly jmenovaný prezidentem Joem Bidenem.

## Soukromý život
S Newtem Gingrichem se seznámila v roce 1993 během působení v kanceláři kongresmana Gundersona. Gingrich tehdy zastával pozici whipa menšiny ve Sněmovně reprezentantů, tj. druhou nejdůležitější sněmovní funkci (po vůdci menšiny) v rámci Republikánské strany, která nedržela v komoře většinu.

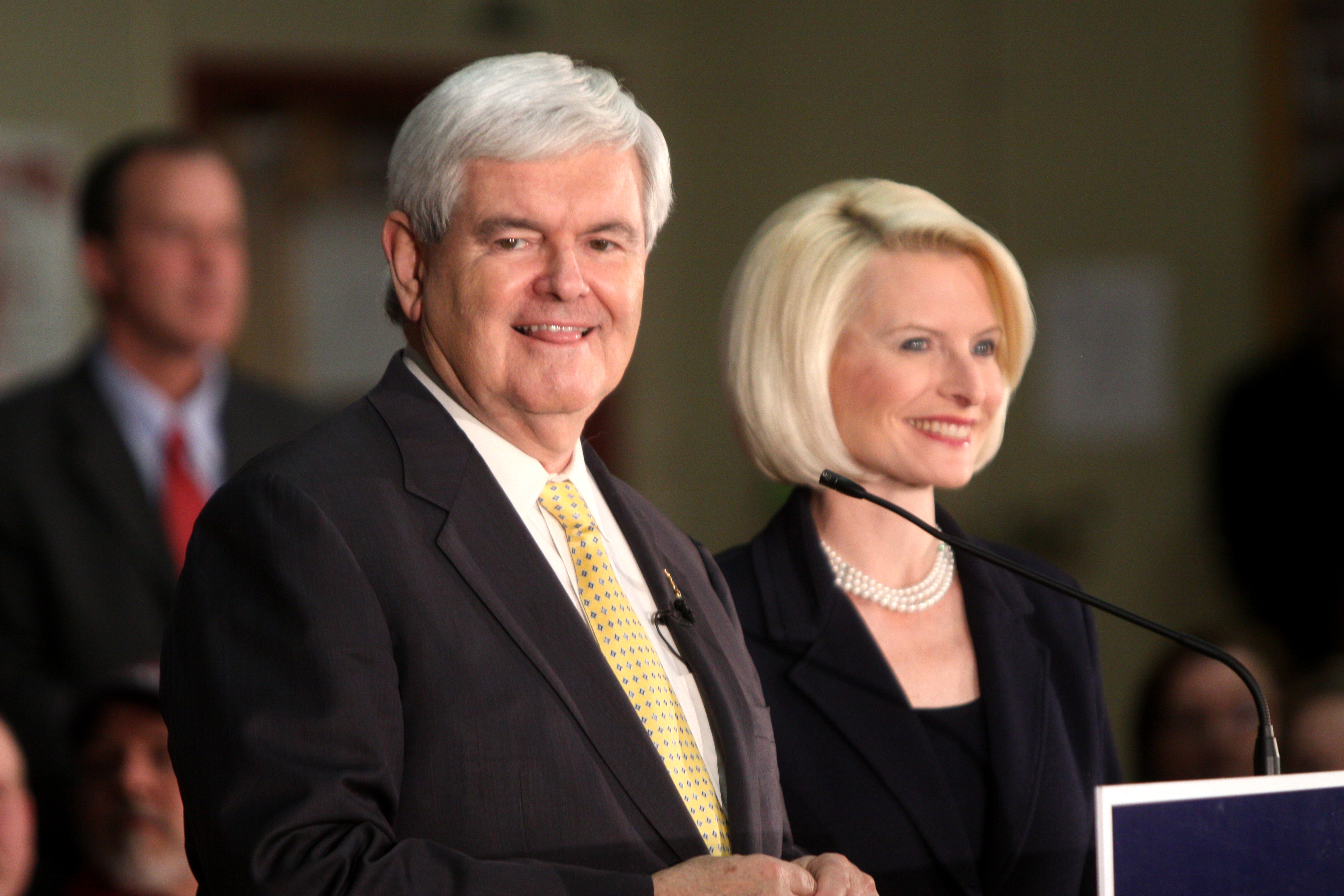
S manželem Newtem Gingrichem na radnici v newhampshirském Derry, 2012

Roku 1999 svědčila v Gingrichově rozvodovém řízení a uvedla, že partnerský vztah započal o šest let dříve v době politikova druhého manželství s Marianne Gintherovou. Po dokončení rozvodu se za něj provdala 18. srpna 2000 při soukromém obřadu ve virginské Alexandrii. Newt Gingrich požádal v roce 2002 atlantskou arcidiecézi o anulování jeho devatenáctiletého manželského svazku s Marianne Gintherovou i na základě zdůvodnění, že jeho bývalá žena byla již dříve vdaná.
Celoživotní katolička Callista Gingrichová sehrála roku 2009 aktivní roli v Gingrichově příklonu k víře. Působí také jako prezidentka nadace Gingrich Foundation. Rodina žije ve virginském McLeanu.